# 아돌프 메클레
아돌프 메클레(Adolf Merckle, 1934년 3월 18일~2009년 1월 5일)는 독일의 기업인으로 독일에서 손꼽히는 부자였다. 역에서 열차에 투신해 자살했다.

## 경력
- VEM베르외겐스베르발퉁 회장
- 라티오팜 회장
- 피닉스 파르마한델 회장
- 하이델베르크 시멘트 회장

## 수상
- 2005년 연방공로십자훈장